# FDJ Nouvelle-Aquitaine Futuroscope/Saison 2020
Dieser Artikel beschreibt die Mannschaft und die Siege des Radsportteams FDJ Nouvelle-Aquitaine Futuroscope in der Saison 2020.

## Mannschaft
| Teamkader 2020        | Teamkader 2020    | Teamkader 2020 | Teamkader 2020                   |
| Name                  | Geburtsdatum      | Land           | Vorheriges Team                  |
| --------------------- | ----------------- | -------------- | -------------------------------- |
| Stine Borgli          | 4. Juli 1990      | Norwegen       | Keukens Redant (2019)            |
| Brodie Chapman        | 9. April 1991     | Australien     | Tibco-Silicon Valley Bank (2019) |
| Clara Copponi         | 12. Januar 1999   | Frankreich     | Bio Frais (2019)                 |
| Eugénie Duval         | 3. Mai 1993       | Frankreich     |                                  |
| Emilia Fahlin         | 24. Oktober 1988  | Schweden       | Wiggle High5 (2018)              |
| Shara Marche          | 23. Dezember 1987 | Australien     | Rabo Liv Women (2016)            |
| Maëlle Grossetête     | 10. April 1998    | Frankreich     |                                  |
| Victorie Guilman      | 25. März 1996     | Frankreich     | DN 17 Poitou-Charentes (2015)    |
| Lauren Kitchen        | 21. November 1990 | Australien     | WM3 (2017)                       |
| Marie Le Net          | 25. Januar 2000   | Frankreich     | Breizh Ladies (2018)             |
| Cecilie Uttrup Ludwig | 23. August 1995   | Dänemark       | Bigla (2019)                     |
| Évita Muzic           | 26. Mai 1999      | Frankreich     | VC Morteau Montbenoit (2017)     |
| Jade Wiel             | 2. April 2000     | Frankreich     | VC Morteau Montbenoit (2018)     |
|                       |                   |                |                                  |
| Quelle: UCI           |                   |                |                                  |

## Siege
| Siege    | Siege                          | Siege      | Siege  | Siege                 | Siege |
| Datum    | Rennen                         | Staat      | Klasse | Siegerin              |       |
| -------- | ------------------------------ | ---------- | ------ | --------------------- | ----- |
| 30. Jan. | Race Torquay                   | Australien | 1.1    | Brodie Chapman        |       |
| 18. Aug. | Giro dell’Emilia Donne         | Italien    | 1.Pro  | Cecilie Uttrup Ludwig |       |
| 19. Sep. | Giro d'Italia Women, 9. Etappe | Italien    | 2.WWT  | Évita Muzic           |       |